# 大飯町 (1955年-2006年)
大飯町為過去位於日本福井縣西南部的行政區劃。轄區主要位於佐分利川沿岸，北部鄰小濱灣，位於小濱灣對岸的大島半島北半部也都是大飯町的轄區，主要市區位於佐分利川於小濱灣的出海口周邊；屬於日本海側氣候，但在北部沿海區域受到對馬暖流的影響，氣候較南部山區溫暖。
在大島半島的最北端設有關西電力的核能發電廠－大飯發電廠，為西日本發電量最大的發電廠，可供應關西地區約四分之一的用電需求。

## 歷史
過去在令制國時代屬於若狹國大飯郡，在17世紀進入江戶時代後成為小濱藩的領地直到19世紀。
1871年實施廢藩置縣後改隸屬小濱縣，不過在隔年的第一次府縣整併中小濱縣整併至敦賀縣，但敦賀縣在1876年遭到廢除後，此地被併入滋賀縣，直到1881年才改隸屬新設立的福井縣。
1889年日本實施町村制，大飯町轄區在當時分屬佐分利村、本鄉村、加斗村、大島村共四個行政區劃；1955年分利村、本鄉村、大島村合併為大飯町。
2006年與名田村合併為新設立的大飯町，雖然新町的中文名稱與原本的大飯町相同，但現在的大飯町日文名稱其實是採用「大飯」的平假名為。

### 變遷表
| 1889年4月1日 | 1889年 - 1912年           | 1912年 - 1944年           | 1945年 - 1954年           | 1955年 - 1989年            | 1989年 - 現在             | 現在                      |
| ------------ | ------------------------- | ------------------------- | ------------------------- | -------------------------- | ------------------------- | ------------------------- |
| 南名田村     | 1891年4月1日 更名為知三村 | 1891年4月1日 更名為知三村 | 1891年4月1日 更名為知三村 | 1955年1月1日 合併名田村    | 2006年3月3日 合併為大飯町 | 2006年3月3日 合併為大飯町 |
| 奧名田村     |                           |                           |                           | 1955年1月1日 合併名田村    | 2006年3月3日 合併為大飯町 | 2006年3月3日 合併為大飯町 |
| 佐分利村     | 佐分利村                  | 佐分利村                  | 佐分利村                  | 1955年1月15日 合併為大飯町 | 2006年3月3日 合併為大飯町 | 2006年3月3日 合併為大飯町 |
| 本鄉村       |                           |                           |                           | 1955年1月15日 合併為大飯町 | 2006年3月3日 合併為大飯町 | 2006年3月3日 合併為大飯町 |
| 大島村       |                           |                           |                           | 1955年1月15日 合併為大飯町 | 2006年3月3日 合併為大飯町 | 2006年3月3日 合併為大飯町 |

## 交通
鐵路小濱線和高速公路舞鶴若狹自動車道以東西向自轄區內通過，鐵路設有若狹本鄉車站，高速公路則設有大飯高濱交流道；公路則以國道27號為主要幹道。

### 鐵路
- 西日本旅客鐵道
  - 小濱線：（←小濱市） - 若狹本鄉車站 - （高濱町→）

### 公路
高速公路
- 舞鶴若狹自動車道：（高濱町） - 大飯高濱交流道（日语：大飯高浜インターチェンジ） - （小濱市）